# Blakea stellaris
Blakea stellaris är en tvåhjärtbladig växtart som beskrevs av Henry Allan Gleason. Blakea stellaris ingår i släktet Blakea och familjen Melastomataceae. Inga underarter finns listade i Catalogue of Life.